# Shō Iku
Shō Iku (尚育 (Thượng Dục)  19 tháng 8, 1813－25 tháng 10, 1847) là vị quốc vương thứ 18 của nhà Shō II tại vương quốc Lưu Cầu. Ông tại vị từ năm 1835 đến 1847 và là con của vua Shō Kō và là cha của vị quốc vương Vương quốc Lưu Cầu cuối cùng, Shō Tai. Ông có đồng danh là Tư Đức Kim (cũng xưng Tư Chân Bồ Kim). Trong thời gian ông trị vì, Lưu Cầu có tài chính quẫn bách và đất nước đi theo xu hướng lụi bại.
Sau cái chết của phụ thân ông năm 1834, Shō Iku khi ấy 22 tuổi đã chính thức lên ngôi. Năm 1838, nhà Thanh phái tu soạn Hàn lâm Viện là Lâm Hồng Niên đi sứ sang Vương quốc Lưu Cầu để sắc phong vương vị cho Vương thế tử Shō Iku.
Năm 1844, hải quân Pháp đến cảng Naha, yêu cầu khai cảng mậu dịch. Nhà truyền giáo người Pháp Théodore-Augustin Forcade ở lại Lưu Cầu yêu cầu tự do truyền giáo. Năm 1846, Shō Iku bí bách phải đồng ý yêu cầu của Pháp. Ngày 30 tháng 4 năm đó, tàu hải quân Anh vào cảng, nhà truyền giáo người Hungary Bernard Jean Bettelheim đã đến Vương quốc Lưu Cầu.
Năm 1847, Shō Iku qua đời, tại vị tổng cộng 30 năm, được mai táng ở Tamaudun (lăng mộ Hoàng gia của Vương quốc Lưu Cầu).